# 심장딴곳증
심장딴곳증(ectopia cordis)는 심장이 왼쪽 흉골 안쪽에 있지 않고, 비정상적인 곳에 위치하게 발생한 증상으로 대단히 드물게 나타난다. 대개의 경우 매우 치명적이기에 신생아가 며칠 안에 심장부전, 저산소혈증 등으로 죽지만,적절한 치료가 이루어진 경우 성인이 될 때까지 생존할 수 있다. 이 증상은 신생아 100만명 당 7.9명 꼴로 나타난다.

## 참고자료
- Amato J, Douglas W, Desai U, Burke S (2000). “Ectopia cordis.”. 《Chest Surg Clin N Am》 10 (2): 297–316, vii. PMID 10803335.